# Çağlar Birinci
Çağlar Birinci (* 2. Oktober 1985 in Trabzon) ist ein türkischer Fußballspieler.

## Karriere

### Verein
Birinci begann seine Karriere in der Jugend von Trabzonspor, wo er nach vier Jahren in der Jugend 2004 von Orduspor verpflichtet wurde. In seiner ersten Profisaison kam er lediglich auf einen Einsatz und wechselte ablösefrei zu Bakırköyspor. Dort konnte er sich durchsetzen und spielte eine für ihn wichtige Saison. Denizlispor verpflichtete ihn darauf und er wurde auf Grund seiner mangelnden Erfahrung in der Süper Lig an den Zweitligisten İstanbulspor verliehen. Dort bekam er keine Chance und spielte nur ein Pokalspiel mit. Sein Leihvertrag wurde in der Winterpause 2006/07 gekündigt, weshalb erneut auf Leihbasis den Verein wechselte. Er ging zu Denizli Belediyespor und konnte in diesem halben Jahr die Funktionäre von Denizlispor mit seiner Leistung überzeugen.
Birinci wechselte zur Saison 2010/11 zu Galatasaray Istanbul. In drei Spielzeiten kam Birinci zu 13 Ligaspielen. Er wurde zweimal türkischer Meister und gewann den türkischen Supercup. Birincis Vertrag wurde von Galatasaray nicht verlängert und er wechselte ablösefrei zu Sanica Boru Elazığspor. Nach dem Abstieg mit Elazığspor verließ Birinci den Verein und wechselte ablösefrei zu Akhisar Belediyespor.
Bereits zur Wintertransferperiode 2014/15 wechselte Birinci zum Zweitligisten Kayserispor. Mit diesem Verein erreichte er zum Saisonende die Zweitligameisterschaft und damit den Aufstieg in die Süper Lig.
Im Sommer 2015 wechselte er zusammen mit seinem Teamkollegen Berkay Değirmencioğlu, Mehmet Eren Boyraz und Serkan Kurtuluş zum Zweitligisten Karşıyaka SK. In der Winterpause der Saison 2016/17 wurde er vom Zweitligisten Giresunspor verpflichtet.

### Nationalmannschaft
Çağlar Birinci wurde das erste Mal im Jahr 2008 zur türkischen Fußballnationalmannschaft berufen. Sein erstes Spiel für die Türkei bestritt er am 10. September 2008 im Rahmen eines WM-Qualifikationsspiel gegen Belgien.

## Erfolge
Mit Galatasaray Istanbul
- Türkischer Meister: 2011/12, 2012/13
- Türkischer Fußball-Supercup-Sieger: 2012

Mit Kayserispor
- Meister der TFF 1. Lig und Aufstieg in die Süper Lig: 2014/15